# بیمارستان امام خمینی (تهران)
بیمارستان امام خمینی (نام سابق :بیمارستان رضا شاه پهلوی) که تا پیش از انقلاب ۱۳۵۷ با نام بیمارستان بزرگ رضا شاه پهلوی شناخته می‌شد؛ در سال ۱۳۱۵ به دستور رضاشاه پهلوی، پادشاه سابق ایران در تهران ساخته شد یک بیمارستان آموزشی وابسته به دانشگاه علوم پزشکی تهران است. ساختمان اصلی این مجموعه بیمارستان از قدیمی‌ترین بیمارستان‌های ایران به سبک امروزی است و از لحاظ اقدامات درمانی بزرگ‌ترین بیمارستان خاورمیانه می‌باشد. در سال ۱۳۲۰ به دستور رضا پهلوی، پادشاه سابق ایران در تهران ساخته شد؛ در حال حاضر از چهار بیمارستان آموزشی امام خمینی، بیمارستان ولیعصر، کلان بیمارستان هوشمند حضرت مهدی (عج) و انیستیتوکانسر، مراکز پارکلینیکی و درمانگاهی متعدد مانند مرکز تصویربرداری، پزشکی هسته‌ای و پژوهشکده‌های وابسته آن‌ها تشکیل شده است. این مجموعه بزرگ‌ترین مرکز بیمارستانی، آموزشی پژوهشی و فناوری ایران و یکی از مراکز اصلی آموزشی دانشگاه علوم پزشکی تهران است. در حال حاضر ریاست این مجموعه بر عهده دکتر عبدالرحمن رستمیان است. تشکیلات مجتمع بر اساس چارت مصوب دارای پنج معاونت است: معاونت درمان که در حال حاضر دکتر محمد طاهر (پزشک فوق تخصص گوارش) مسئولیت آن را بر عهده دارد، معاونت پشتیبانی که در حال حاضر دکتر محمدعلی سورکی (دکترای مهندسی مالی) است؛ معاونت آموزشی که اکنون دکتر محمدرضا افتخاری (فلوشیپ اکوکاردیوگرافی) مسئولیت آن را پذیرفته است و معاونت پژوهشی که در حال حاضر با هدایت دکتر سید علی مؤمنی (فوق تخصص اورولوژی) را برعهده دارد و بالاخره معاونت دانشجویی و فرهنگی که در حال حاضر دکتر مرتضی دارایی (پزشک متخصص بیماری‌های داخلی) مسئولیت آن را بر عهده دارد. گفتنی است مجتمع بیمارستانی امام خمینی به دلیل شناخته شدن به عنوان مرکز ارجاع ملی روزانه پذیرایی بیش از ده هزار مراجعه کننده از استان تهران و اقصا نقاط کشور است و در بحث گردشگری سلامت به دلیل حضور اساتید به‌نام و تیم درمانی زبده، مقصد جویندگان درمان از سراسر دنیا محسوب می‌شود. همچنین پنج قطب علمی منتخب کشور در زمینه‌های علمی رادیولوژی، زنان، نفرولوژی، عفونی و سرطان در این مرکز واقع شده‌اند.

## تاریخچه
این بیمارستان در سال ۱۳۱۵ در زمان رضا شاه، در زمینی به مساحت ۲۳۵٬۵۱۹ مترمربع به دست مهندسان آلمانی احداث گردید.
در فاصله سال‌های ۱۳۱۷ تا ۱۳۲۰ ه‍.خ توسط شرکت آلمانی «فیلیپ هولتسمان» ساخته شد. قبل از انقلاب سال ۱۳۵۷ اسم این بیمارستان، بیمارستان پهلوی نام داشته است. در سال ۱۳۵۴، مجتمع بیمارستانی محمد رضا شاه پهلوی (ولی‌عصر امروزی) نیز به آن اضافه گشت.

## روسای بیمارستان[۹]
| روسای مجتمع                 | زمان ریاست   | تصویر |
| --------------------------- | ------------ | ----- |
| دکتر عبدالرحمن رستمیان      | ۱۴۰۳ تا کنون |       |
| دکتر سید حسن اینانلو        | ۱۴۰۱ تا ۱۴۰۳ |       |
| دکتر سید علی دهقان منشادی   | ۱۴۰۰ تا ۱۴۰۱ |       |
| دکتر خسرو صادق نیت          | ۱۳۹۶ تا ۱۴۰۰ |       |
| دکتر قاسمعلی خراسانی        | ۱۳۹۲ تا ۱۳۹۶ |       |
| دکتر سید حسن امامی رضوی     | ۱۳۹۰ تا ۱۳۹۲ |       |
| دکتر مسعود اعتمادیان        | ۱۳۹۰ تا ۱۳۹۰ |       |
| دکتر مهدی فتحی              | ۱۳۸۸ تا ۱۳۹۰ |       |
| دکتر عبدالرحمن رستمیان      | ۱۳۸۴ تا ۱۳۸۸ |       |
| دکتر سید حسن امامی رضوی     | ۱۳۸۳ تا ۱۳۸۴ |       |
| دکتر سید حمید میرخانی       | ۱۳۷۲ تا ۱۳۸۳ |       |
| دکتر ابوالقاسم اباسهل       | ۱۳۶۶ تا ۱۳۶۸ |       |
| دکتر ابراهیم نعمتی پور      | ۱۳۶۴ تا ۱۳۶۶ |       |
| دکتر حسین فروتن             | ۱۳۶۴ تا ۱۳۶۴ |       |
| دکتر محمد حسین نصیرزاده     | ۱۳۶۳ تا ۱۳۶۴ |       |
| دکتر پرویز کابلی            | ۱۳۶۱ تا ۱۳۶۲ |       |
| دکتر حسن رنجبر نژاد اصفهانی | ۱۳۶۱ تا ۱۳۶۱ |       |
| دکتر جهانگیر مهاجر ایروانلو | ۱۳۵۹ تا ۱۳۶۱ |       |
| دکتر محمد علی راشد محصل     | ۱۳۵۸ تا ۱۳۵۹ |       |
| دکتر حسن هاشمیان            | ۱۳۵۷ تا ۱۳۵۸ |       |
| دکتر فرهنگ باقری            | ۱۳۵۲ تا ۱۳۵۷ |       |
| دکتر محمدعلی میر            | ۱۳۵۱ تا ۱۳۵۲ |       |
| دکتر ابوالقاسم پیرنیا       | ۱۳۵۰ تا ۱۳۵۱ |       |
| دکتر صادق مختارزاده         | ۱۳۴۸ تا ۱۳۵۰ |       |
| دکتر ابراهیم سمیعی          | ۰ تا ۱۳۴۸    |       |
| دکتر جهانگیر وثوقی          | ۱۳۳۷ تا …    |       |
| دکتر مظفر بخرد              | ۰ تا ۱۳۳۷    |       |
| Mr Herts                    | ۰ تا ۱۳۲۵    |       |

## مکان
این بیمارستان و زیرمجموعه‌هایش در انتهای بلوار کشاورز تهران واقع است.